# Gorkowski (Kaliningrad)
Gorkowski (Горьковский, deutsch Perwilten) war ein Ort in der russischen Oblast Kaliningrad (Gebiet Königsberg (Preußen)). Seine Ortsstelle befindet sich im Munizipalkreis Rajon Bagrationowsk (Stadtkreis Preußisch Eylau).

## Geographische Lage
Die Ortsstelle Gorkowskis resp. Perwiltens liegt im südlichen Westen der Oblast Kaliningrad, 26 Kilometer nordöstlich der früheren Kreisstadt Heiligenbeil (russisch Mamonowo) bzw. 29 Kilometer nordwestlich der heutigen Rajonshauptstadt Bagrationowsk (deutsch Preußisch Eylau).

## Geschichte
Im Jahre 1407 wurde das einstige Prewilten erstmals urkundlich erwähnt. Vor 1600 nannte man den Ort Perwildten, nach 1634 Perwilten. Nach 1945 erhielt er die russische Namensform „Gorkowski“.
Als „Landgemeinde“ kam Perwilten 1874 zum neu errichteten Amtsbezirk Pörschken (russisch Nowo-Moskowskoje) im Kreis Heiligenbeil in Ostpreußen.
Im Jahre 1910 zählte Perwilten 212 Einwohner. Ihre Zahl stieg bis 1933 auf 220 und belief sich 1939 auf 217.
1945 fiel Perwilten innerhalb des gesamten nördlichen Ostpreußen in Kriegsfolge ans die Sowjetunion. Der dann „Gorkowski“ genannte Ort wurde wohl nicht regulär besiedelt und war bald verlassen. Es fehlt schon in den ersten Nachkriegsjahren die Zuordnung zu einem Dorfsowjet. Der Name verschwand auch von den offiziellen Ortslisten. Es mag sein, dass Gorkowski im Nachbarort Muschkino (Lauck) aufgegangen ist. Heute gilt er als untergegangen. Seine Ortsstelle liegt jetzt im Bereich des Rajon Bagrationowsk (Stadtkreis Preußisch Eylau) in der Oblast Kaliningrad (Gebiet Königsberg (Preußen)) der Russischen Föderation.

## Religion
Bis 1945 war Perwilten in das Kirchspiel der evangelischen Kirche Pörschken (russisch Nowo-Moskowskoje) in der Kirchenprovinz Ostpreußen der Kirche der Altpreußischen Union eingegliedert.

## Verkehr
Die Ortsstelle Perwiltens resp. Gorkowskis liegt an einer Nebenstraße, die bei Swetloje (Kobbelbude) von der Fernstraße 27A-002 (frühere russische Regionalstraße R 516, einstige deutsche Reichsautobahn Berlin–Königsberg „Berlinka“, heutige Europastraße 28) und über Oktjabrskoje (Wargitten) und Nowo-Moskowskoje (Pörschken) bis nach Uschakowo (Brandenburg (Frisches Haff)) führt.
Bis 1945 war Perwilten Bahnstation an der seither nicht mehr befahrenen Bahnstrecke Königsberg–Allenstein.